# Agni-I
Agni-I (Agni "Fire") es un misil balístico de alcance medio que fue desarrollado por la agencia DRDO de la India en el Programa Integrado de Desarrollo de Misiles Guiados. Es un misil de una sola etapa que se desarrolló después de la Guerra de Kargil para llenar el vacío entre el alcance de 250 km (160 millas) del misil Prithvi-II y el alcance de 2.500 km (1.600 millas) del Agni-II. Fue lanzado por primera vez desde un lanzador móvil de carretera en el campo de pruebas integrado (ITR) de Isla Wheeler, el 25 de enero de 2002. Hay desplegados menos de 75 lanzadores.